# Nadeschda Wassiljewna Pawlowa

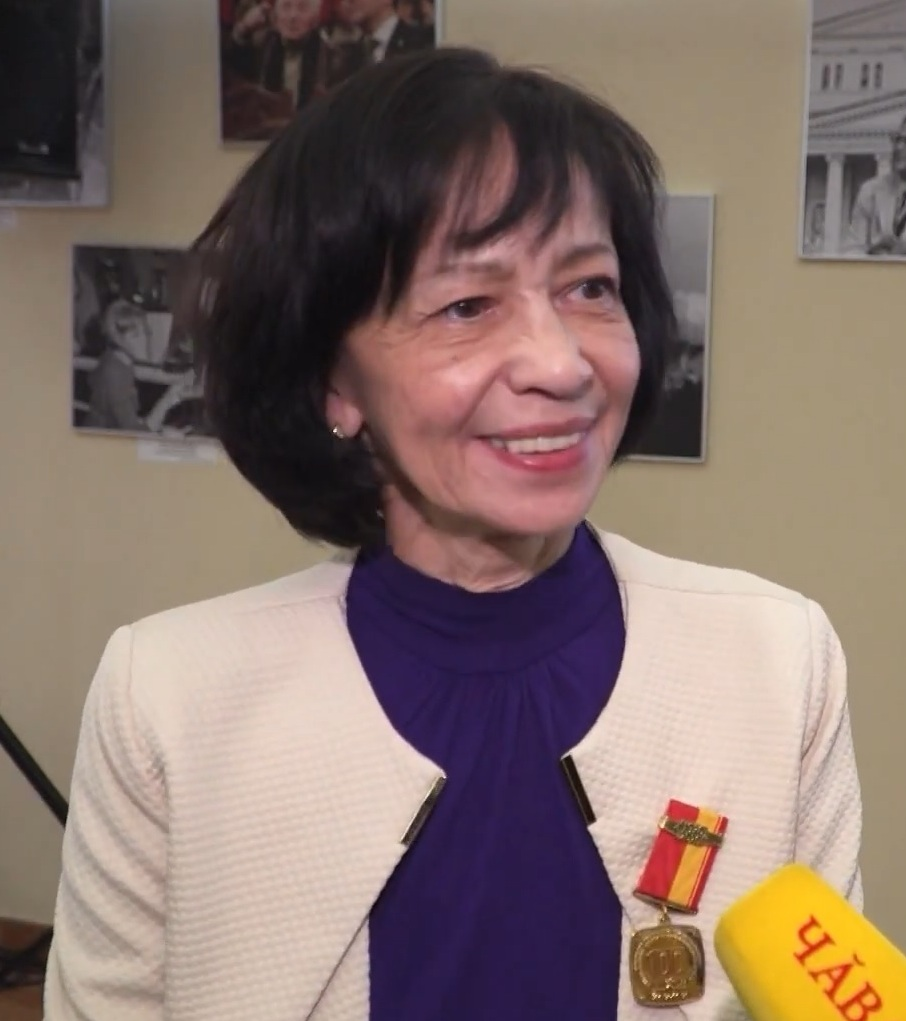
Nadeschda Wassiljewna Pawlowa

Nadeschda Pawlowa (russisch Надежда Васильевна Павлова, wiss. Transliteration Nadežda Vasil'evna Pavlova; geboren am 15. Mai 1956 in Tscheboksary, Tschuwaschische ASSR) ist eine früher sowjetische, heute russische Primaballerina. Sie wurde 1984 als Volkskünstlerin der UdSSR ausgezeichnet.

## Leben und Werk
folgt

## Filmographie
- 1977 The Nutcracker, Regie: Jelena Matscheret – als Mascha (Fernsehfilm)

## Auszeichnungen
- 1975 Preis des Leninschen Komsomol
- 1976 Ehrenzeichen der Sowjetunion
- 1977 Verdiente Künstlerin der Russischen Föderation
- 1982 Volkskünstlerin der RSFSR
- 1984 Volkskünstlerin der UdSSR